# Бродхед, Дэниел
Дэниел Бродхед (англ. Daniel Brodhead; 17 октября 1736 — 15 ноября 1809) — офицер Континентальной армии и американский политик, участник Войны за независимость США. В 1779 году возглавлял экспедицию против сенека, которая стала частью Кампании Салливана, крупномасштабной военной операции против лоялистов и четырёх племён ирокезов, поддержавших Британскую империю во время Американской революции.

## Биография
Дэниел Бродхед родился в 1736 году в городке Марблтаун в провинции Нью-Йорк. Через два года после его рождения Бродхеды переехали в Пенсильванию. В 1755 году умер отец Бродхеда и Дэниелу достались 150 акров земли, которые позднее он продал своему брату Гаррету. Когда началась Американская революция Бродхед поддержал мятежников и вступил в Континентальную армию. В 1776 году он был определён в Пенсильванский стрелковый полк в звании подполковника. На следующий год Бродхед был произведён в полковники и возглавил 8-й Пенсильванский полк.
В марте 1779 года ему было поручено командование Западным подразделением Континентальной армии. В том же году Джордж Вашингтон подготовил крупномасштабную военную операцию против лоялистов и четырёх племён ирокезов, поддержавших Британскую империю. Бродхед возглавил экспедицию, которая должна была выдвинуться из Питтсбурга и следовать вверх по реке Аллегейни к западным землям сенека, а затем присоединиться к армии генерала Салливана. Позднее Вашингтон внёс коррективы в свой план и решил, что оставлять Огайскую землю на продолжительное время без армии слишком опасно и приказал Бродхеду не идти на соединение с основными силами армии, а вернуться и подготовиться к маршу на форт Детройт.
Несмотря на то, что Бродхед проявил себя в сражениях с британцами, Вашингтон имел сомнения относительно его назначения, поскольку полковник не пользовался популярностью среди солдат и офицеров и имел репутацию интригана. 11 августа Бродхед покинул Питтсбург с войском в 605 человек, ядром которого был его собственный 8-й Пенсильванский полк. Экспедиция двинулась на север по долине реки Аллегейни к землям сенека на северо-западе Пенсильвании. Месячный запас провизии был отправлен вверх по реке до Махонинга, где его перегрузили на вьючных лошадей. Через несколько дней после начала экспедиции авангард войска, состоявший из 15 солдат Континентальной армии под командованием лейтенанта Джона Хардина и восьми воинов унами-делаваров, столкнулся с отрядом из примерно 35 сенека, плывущих по реке на семи каноэ. Заметив солдат, сенека причалили к берегу и приготовились к бою. В последовавшей стычке пятеро воинов сенека были убиты, а остальные отступили. Среди людей Бродхеда трое получили лёгкие ранения.
В дальнейшем армия Бродхеда не встречала сопротивления. Перейдя на западный берег Аллегейни, где на протяжении почти 10 км солдатам пришлось идти вброд по реке, полковник далее проследовал по старой индейской дороге ещё 32 км и прибыл на территорию западных сенека, на которой находилось восемь поселений. Узнав о приближении Континентальной армии, индейцы бежали, побросав своё имущество. В течение трёх дней солдаты сожгли 130 домов, построенных из брёвен, и уничтожили 500 акров полей с кукурузой и овощами.
Возвращаясь вниз по Саскуэханне солдаты Бродхеда обнаружили ещё три индейских селения в 32 км выше Френч-Крик: Коневанго, Бакалунс и Магинкечахокинг. Предав огню все строения в деревнях, экспедиция Бродхеда вернулась в Питтсбург 14 сентября. Ни один человек среди людей полковника не был убит или взят в плен. Забранное из индейских селений имущество было продано на сумму в 3000 долларов, а деньги распределены среди солдат и офицеров.
В апреле 1781 года Бродхед возглавил Кошоктонскую экспедицию, которая была направлена против делаваров. Он разрушил большое селение делаваров Кошоктон, вынудив их покинуть восточный район Огайской земли. Бродхед оставался командующим Западным подразделением Континентальной армии до сентября 1781 года, когда его сменил Джон Гибсон. Позднее он был повышен в звании до бригадного генерала и до конца войны руководил 1-м Пенсильванским полком.
После ухода из армии Бродхед служил в Генеральной ассамблее Пенсильвании. В ноябре 1789 года он был назначен главным геодезистом Пенсильвании и занимал этот пост в течение следующих 11 лет. Бродхед скончался в городе Милфорд в Пенсильвании в 1809 году и был похоронен на местном кладбище.